# 탈리아 그라디스
탈리아 그라디스(영어: Talia Gladys, 일본어: タリア・グラディス)는 TV 애니메이션 《기동전사 건담 SEED DESTINY》에 등장하는 가공의 인물이다. 성우는 코야마 마미가 담당하였다.

## 인물
- 인종 : 코디네이터
- 생년월일 : C.E. 44년 4월 8일
- 연령 : 29세
- 혈액형 : A형
- 신장 : 170cm
- 체중 : 52kg
- 머리색 : 금갈색
- 눈동자색 : 하늘색

## 같이 보기
- 기동전사 건담 SEED DESTINY